# Klinohumit
Klinohumit – minerał należący do krzemianów, będący członkiem grupy humitu.

## Właściwości
Krystalizuje w układzie jednoskośnym. Wykształca kryształy izometryczne, kryształy o licznych ścianach. Występuje w skupieniach zbitych, ziarnistych i wrosłych. Jest minerałem kruchym, przezroczystym do półprzezroczystego. Posiada szklisty połysk oraz szarobiałą rysę. Powszechnie tworzy bliźniaki blaszkowe wg {100}. Częstymi zanieczyszczeniami w strukturze są glin, tytan, żelazo, mangan, wapń i grupa hydroksylowa. Jest polimoficzny z humitem.

## Występowanie
Występuje w marmurach, wapieniach, dolomitach i skałach wulkanicznych. Również spotykany w w serpentynitach i łupkach talkowych oraz karbonatycie. Towarzyszą mu spinel, forsteryt, grafit, flogopit, klinochlor, ludwigit, diopsyd, biotyt, wezuwian, grossular, wollastonit, nefelin, kalcyt i chondrodyt.

## Miejsce występowania
Klinohumit występuje w Australii, Austrii (Tyrol), Kanadzie (Ontario, Quebec), Chinach, Czechach, we Włoszech (Lombardia, Piemont), Norwegii, Rosji, Szwecji, Finlandii, Tadżykistanie, Szwajcarii, Hiszpanii i w Stanach Zjednoczonych (Kalifornia, Kolorado, Utah).

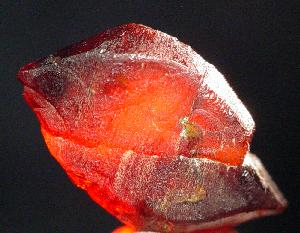
czerwono-pomarańczowy surowy okaz z Afganistanu